# Kalmia
Kalmia L., 1753 è un genere della famiglia delle Ericacee, diffuso in America ed Eurasia.

## Descrizione

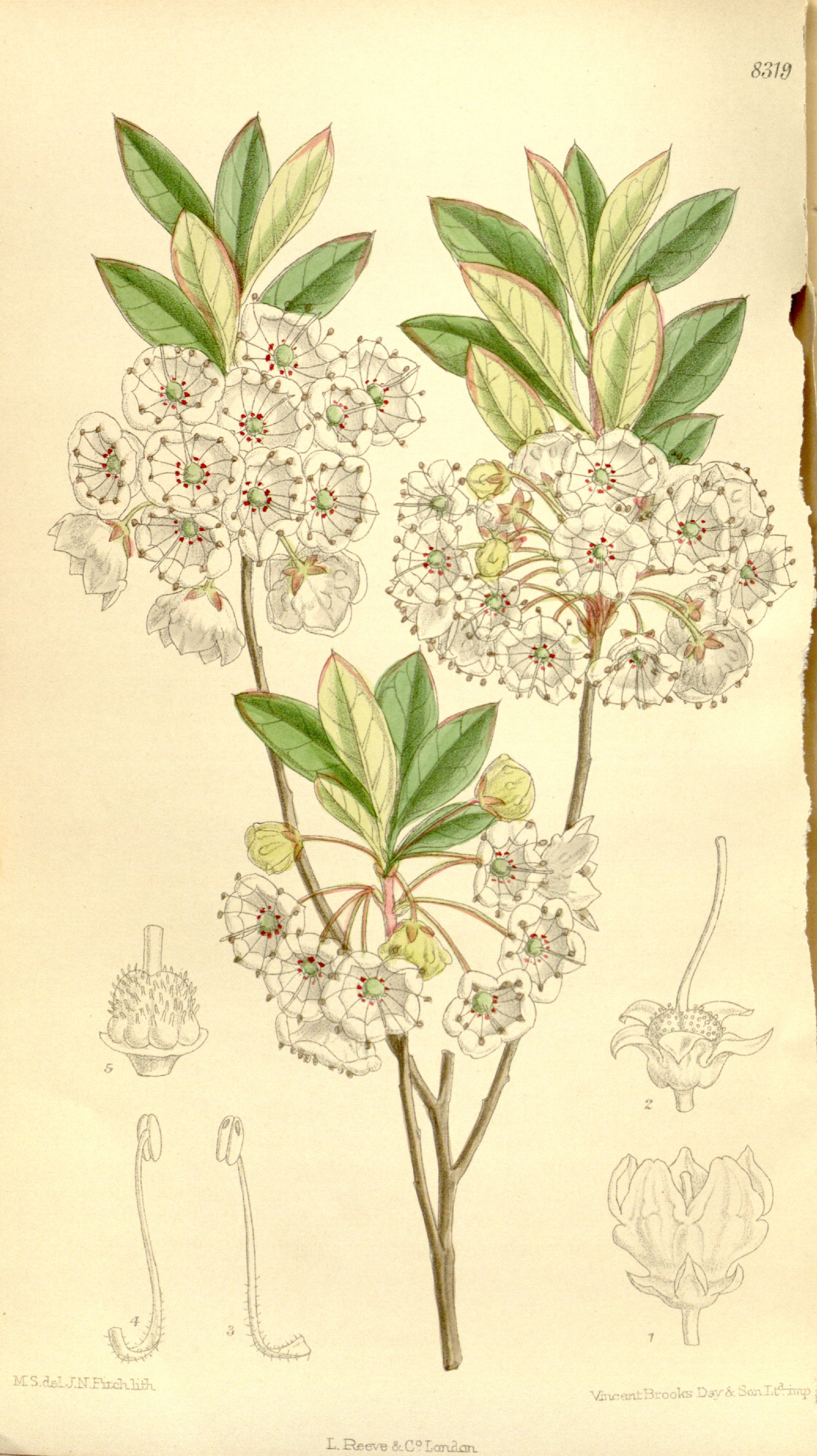
Illustrazione di Kalmia cuneata

Le specie di Kalmia sono per lo più arbusti. I rami sono per lo più eretti (non Kalmia procumbens). La corteccia dei rami può essere glabra, pelosa o ghiandolare. La maggior parte delle specie sono sempreverdi, ma Kalmia cuneata è decidua. Le foglie sono alterne, opposte o a gruppi di tre e sono semplici, talvolta finemente pelose, a margine intero.
I fiori sono talvolta solitari, ma solitamente sono riuniti in infiorescenze di vario tipo comprendenti in alcune specie fino a 40 elementi. I fiori sono regolari con doppio perianzio. I cinque sepali (raramente quattro) sono fusi. I cinque petali sono a forma di ciotola o di campana. Di solito ci sono due giri di stami, per lo più pelosi alla base (in Kalmia procumbens solo un giro). Le antere sono in genere viola. L'ovario supero contiene da due a cinque camere. Il pistillo diritto o curvo non sovrasta la corolla e termina con uno stigma capitato o raramente a cinque lobi.
Il frutto è una capsula più o meno globosa che contiene da 100 a oltre 150 semi, allungati, ovoidali o obovati, spesso alati.
Il numero cromosomico è n=12.

## Distribuzione e habitat
Delle nove specie note, sette sono indigene del Nordamerica; una specie è presente oltreché in Nord America anche in Eurasia; una specie è endemica di Cuba.

## Tassonomia

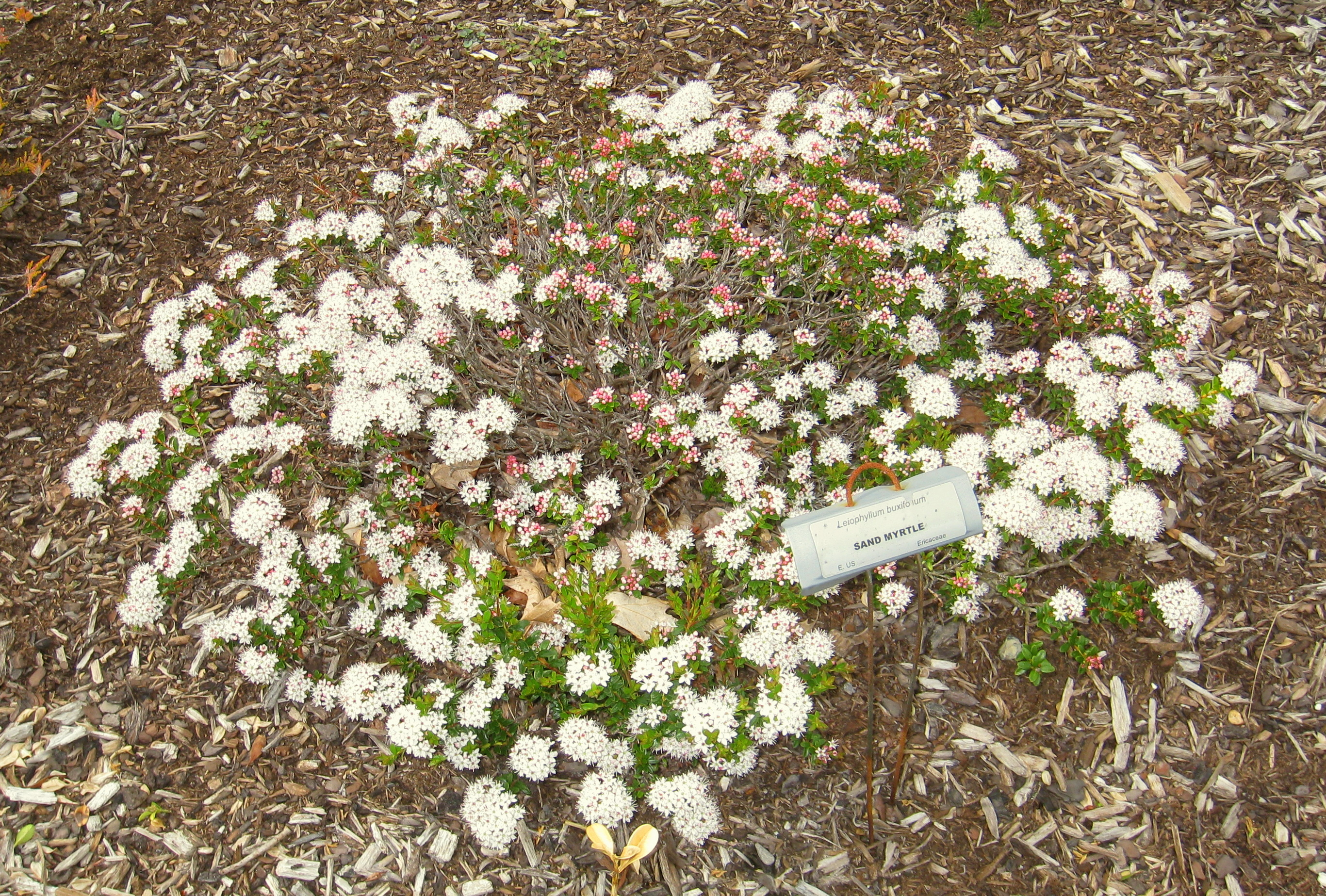
Kalmia buxifolia

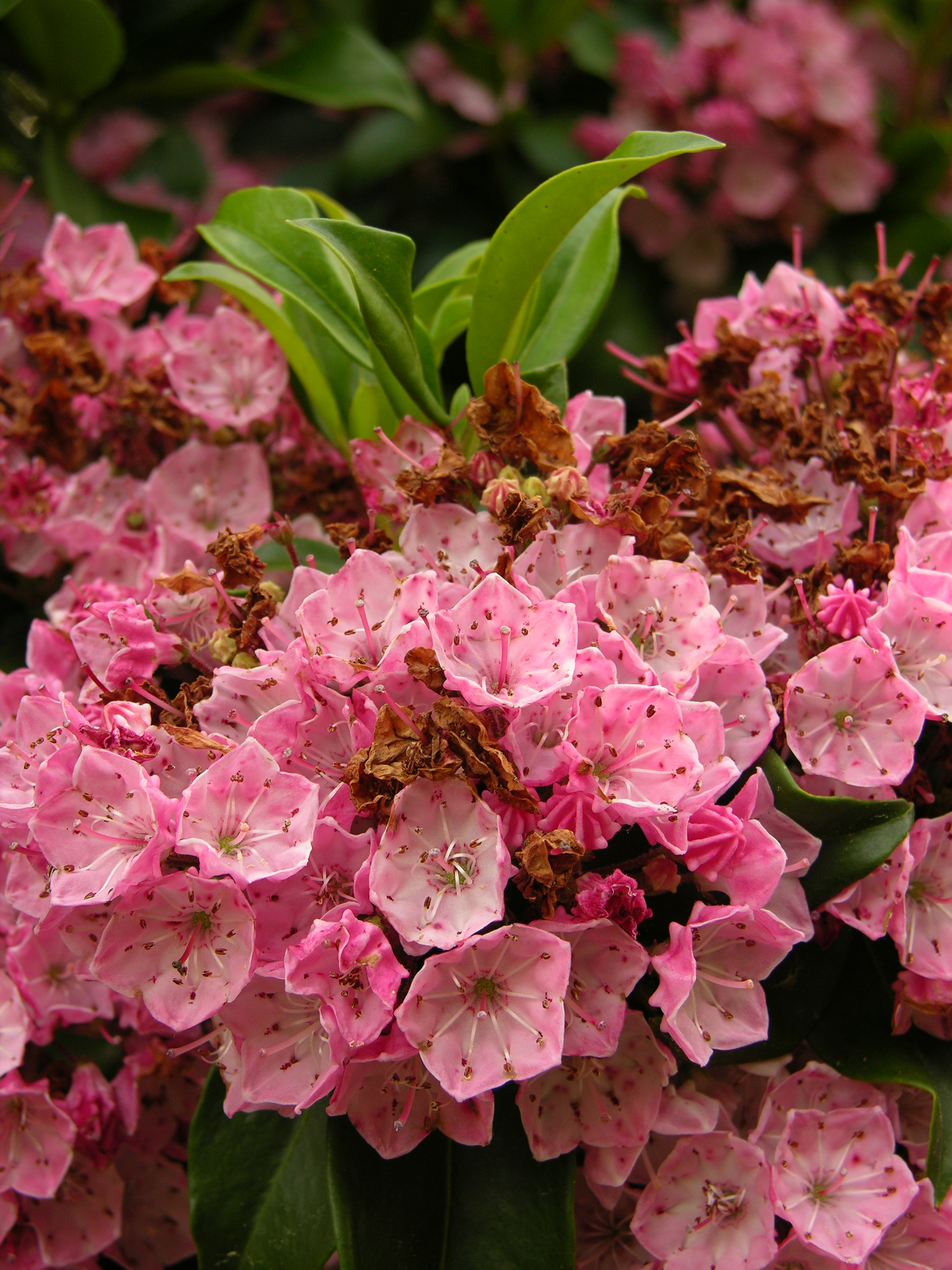
Kalmia latifolia

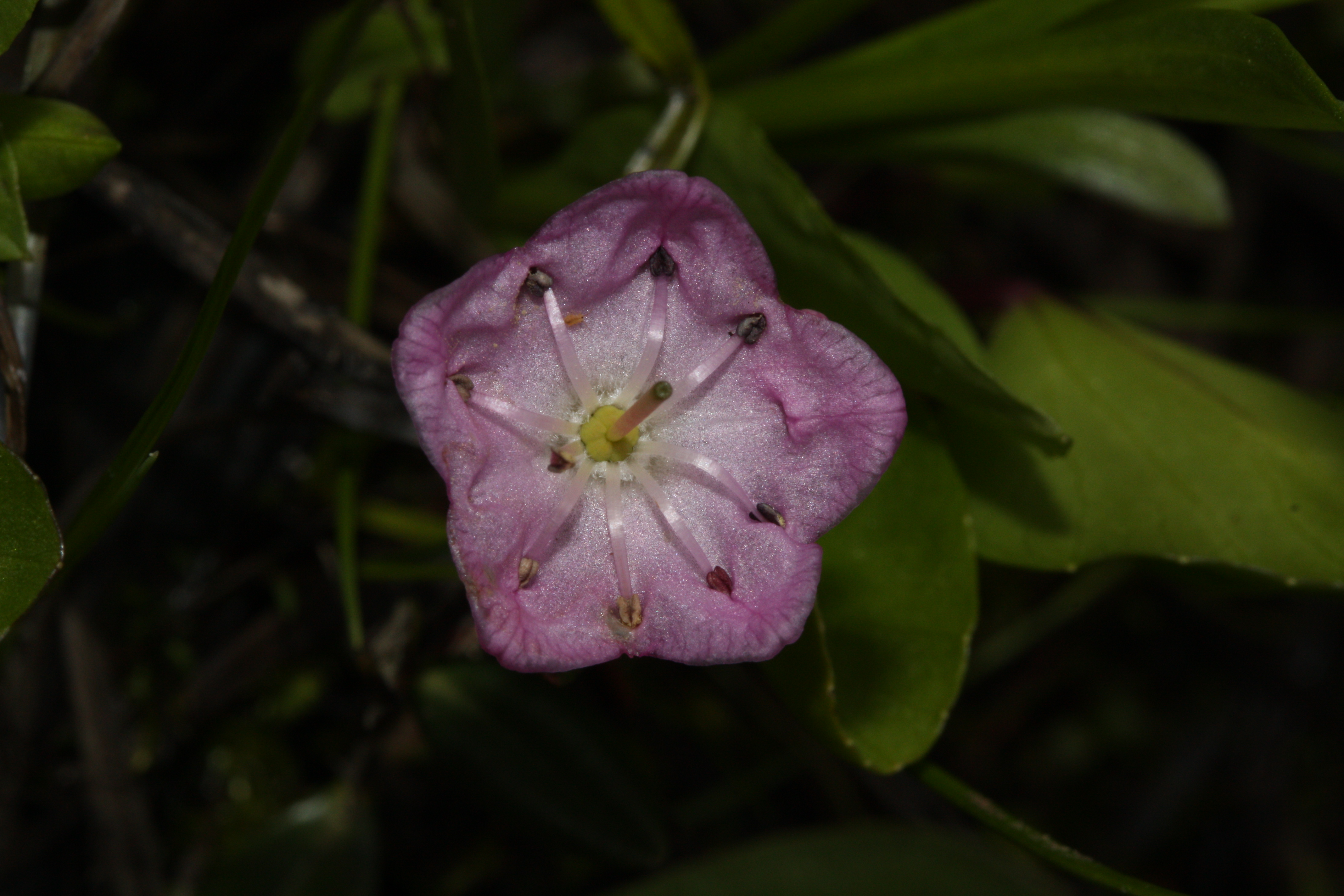
Fiore di Kalmia microphylla

Con il nome di questo genere, Linneo ha onorato il suo allievo Pehr Kalm, un botanico svedese che era un collezionista di piante del Nordamerica orientale.
Il genere Kalmia appartiene alla famiglia Ericaceae, sottofamiglia Ericoideae, tribù Phyllodoceae.
Comprende le seguenti specie:
- Kalmia angustifolia L. - Nord America orientale; avventizia in alcuni luoghi dell'Europa centrale.
- Kalmia buxifolia (P.J.Bergius) Gift & Kron - originaria del Nord America.
- Kalmia cuneata Michx. - diffusa ad altitudini fino a 200 m in Carolina del Nord e Carolina del Sud.
- Kalmia ericoides Griseb. - endemica delle savane e delle brughiere di pino di Cuba occidentale
- Kalmia hirsuta Walter - cresce ad altitudini fino a 100 m nelle savane, nelle colline sabbiose e nelle pinete litoranee in Alabama, Florida, Georgia e Carolina del Sud.
- Kalmia latifolia L. - ampiamente diffusa in Nordamerica fino a 1900 m. È il fiore di stato del Connecticut e della Pennsylvania.
- Kalmia microphylla (Hook.) A.Heller - Nordamerica settentrionale e occidentale.
- Kalmia polifolia Wangenh. - diffusa in Nordamerica fino a 800 metri di altitudine.
- Kalmia procumbens (L.) Gift, Kron & P.F.Stevens ex Galasso, Banfi & F.Conti -  con ampia distribuzione in Nordamerica ed Eurasia.

## Tossicità
Le specie principali contengono nelle loro foglie graianotossina che provoca irritazione delle mucose della bocca, reazioni allergiche, nausea, e altri disturbi. In casi gravi di avvelenamento, il battito cardiaco rallenta e può verificarsi paralisi respiratoria.